# Chevrolet TrailBlazer
Chevrolet TrailBlazer – samochód osobowy typu SUV klasy wyższej i klasy samochodów dużych produkowany pod amerykańską marką Chevrolet w latach 2001–2008.

## Historia i opis modelu

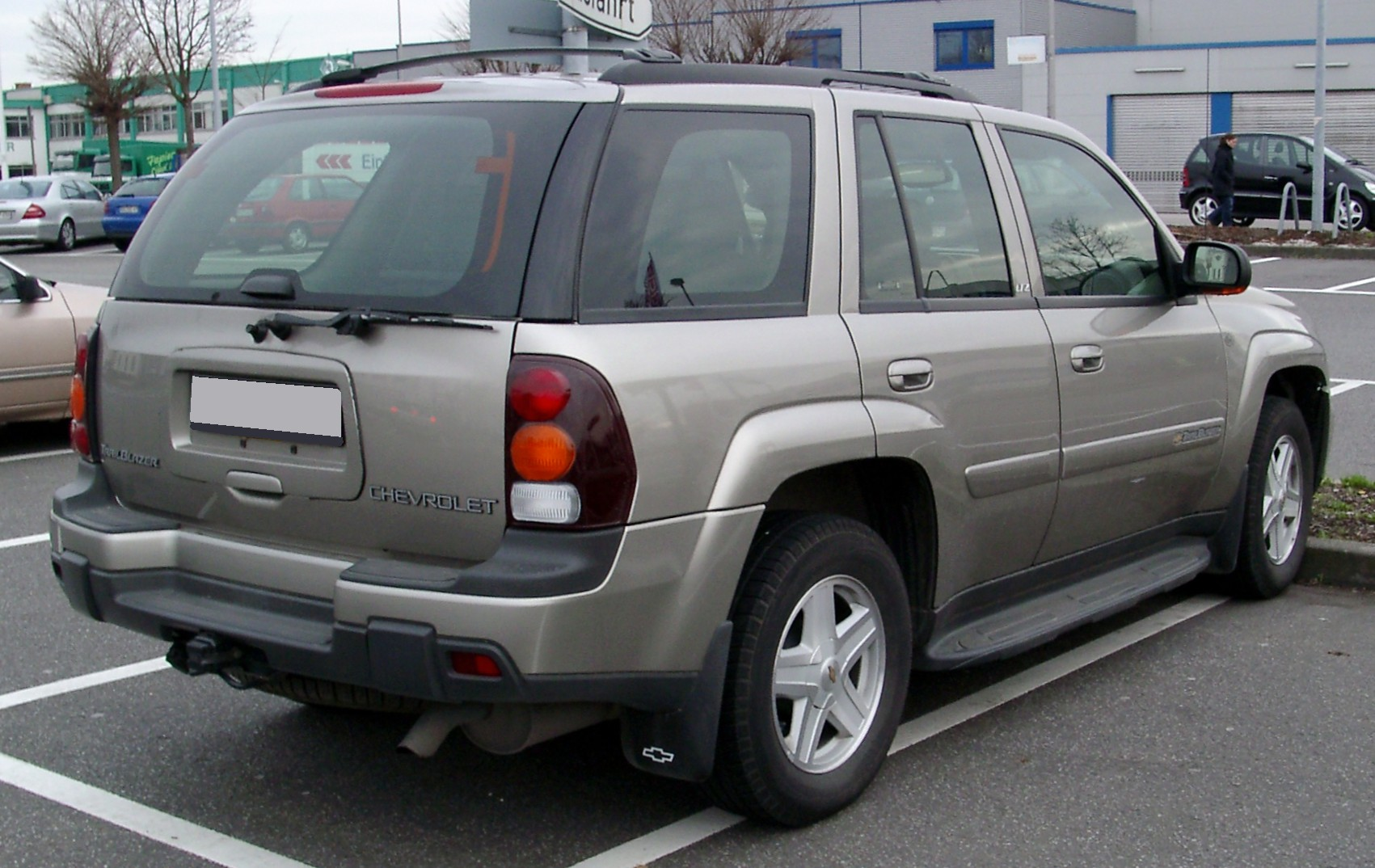
Chevrolet TrailBlazer – tył

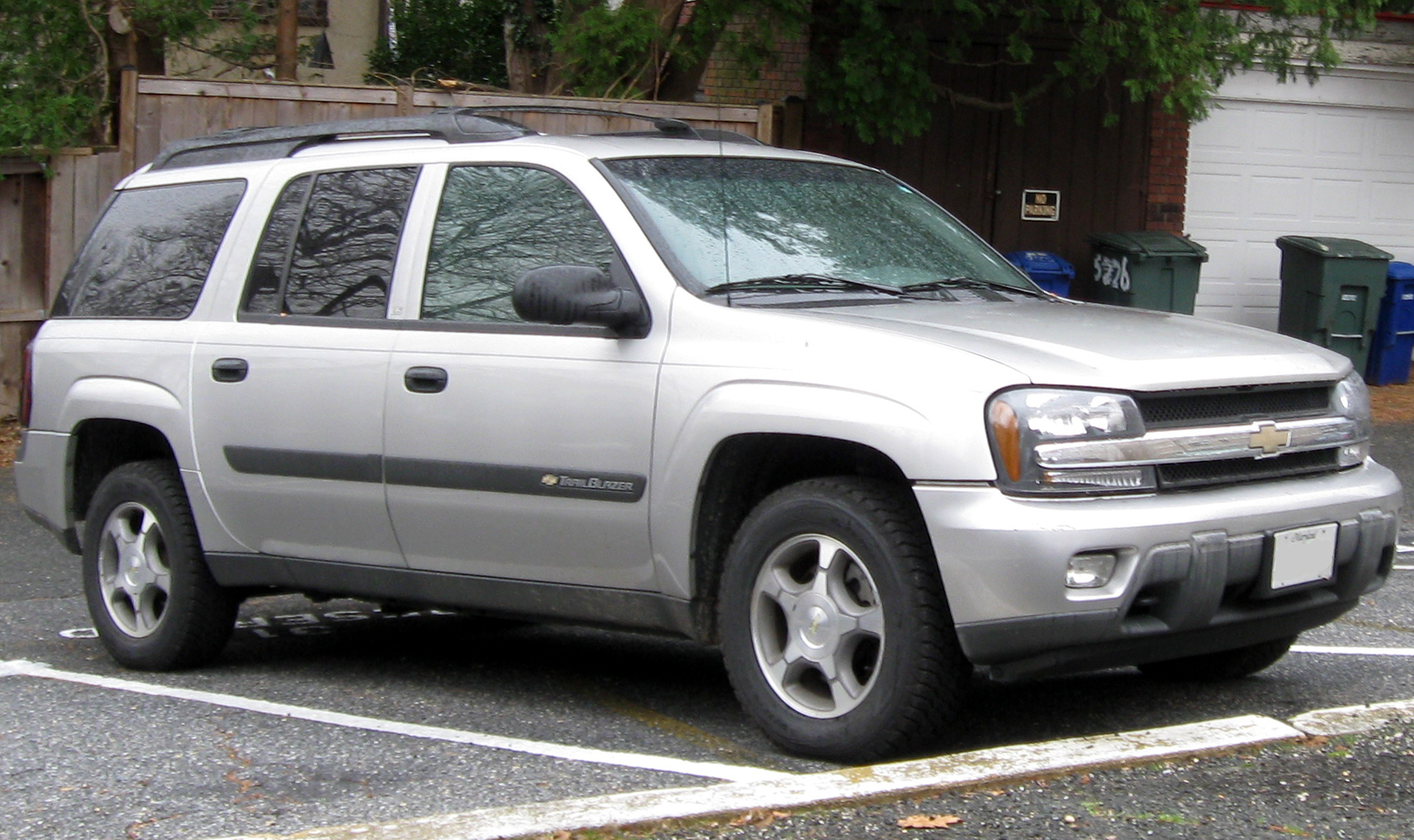
Chevrolet TrailBlazer EXT

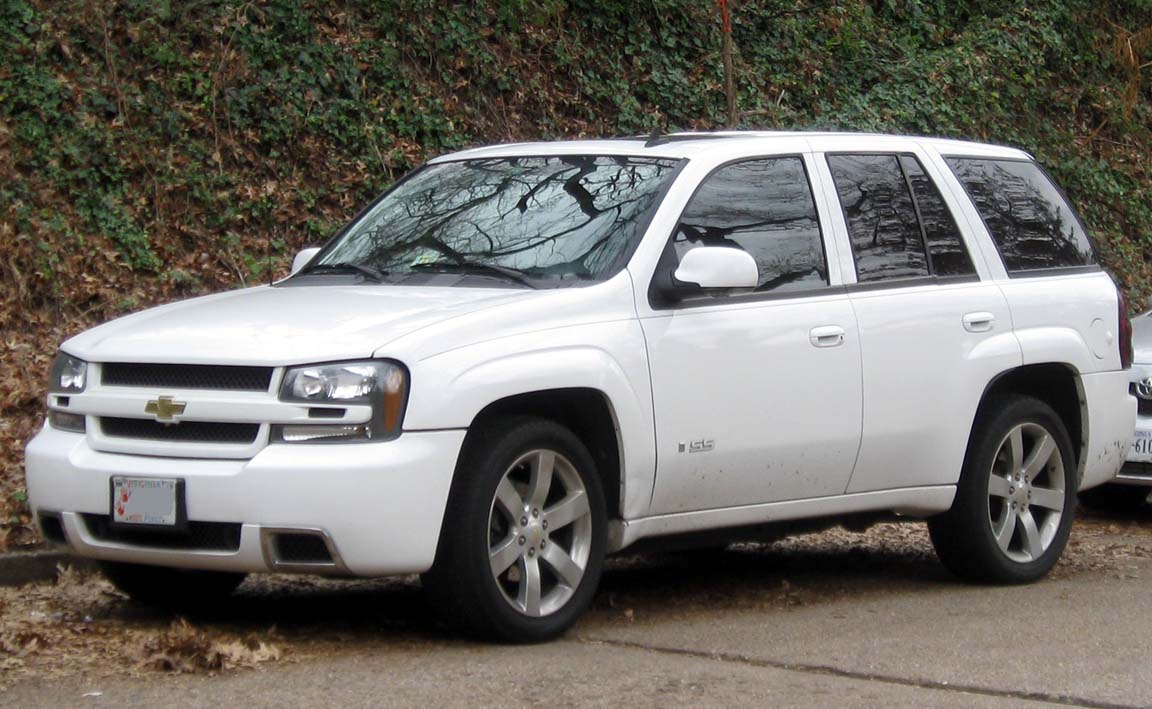
Chevrolet TrailBlazer SS

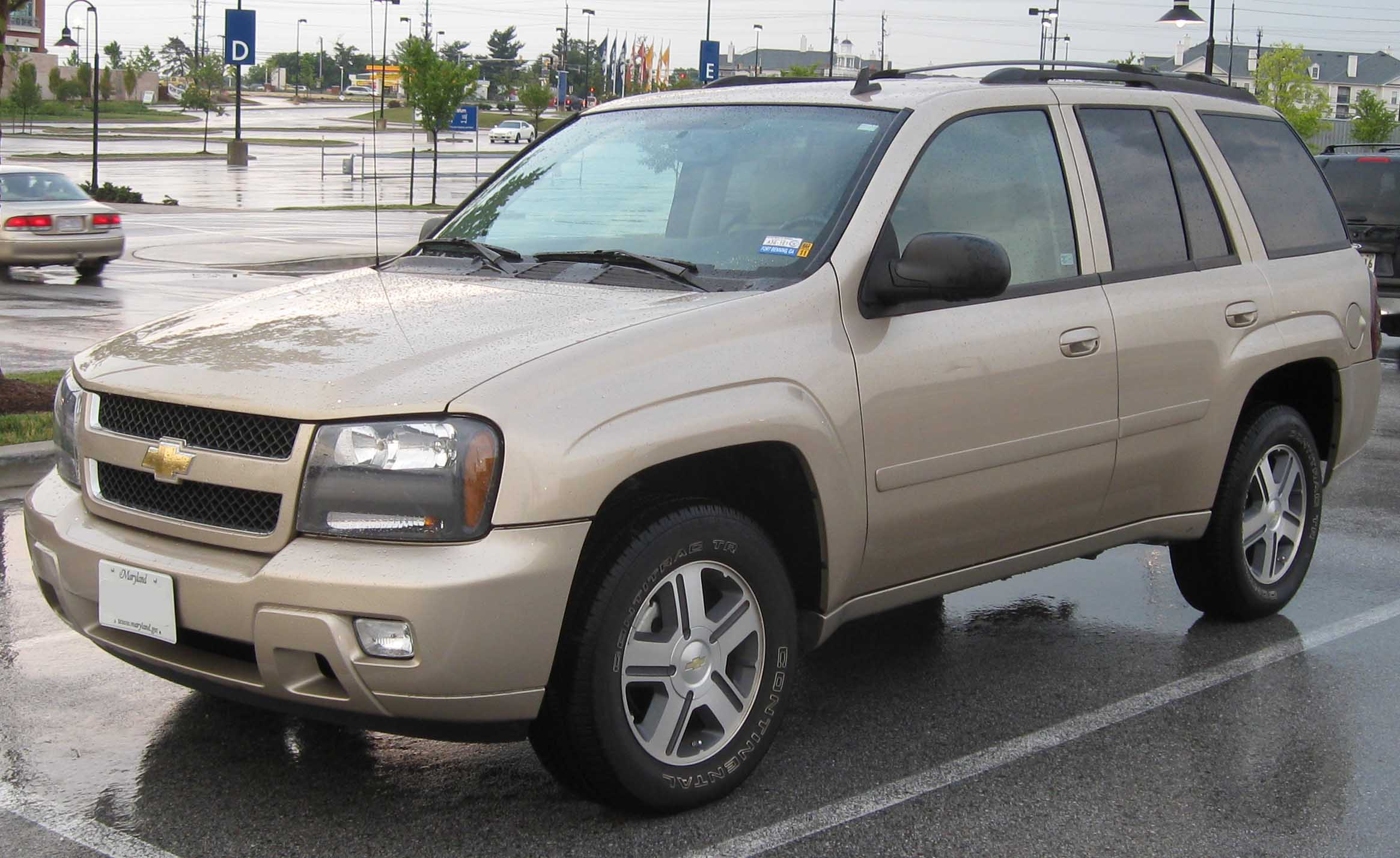
Chevrolet TrailBlazer po liftingu

W latach 1999–2001 nazwę TrailBlazer stosowano dla topowej, luksusowej odmiany Chevroleta S-10 Blazera. W 2001 roku zastosowaną ją z kolei dla samodzielnej, zupełnie nowej linii modelowej w postaci dużego SUV-a opartego na platformie GMT 360 koncernu General Motors. Architektura posłużyła do zbudowania łącznie także 5 innych bliźniaczych konstrukcji marek Buick, GMC, Isuzu, Oldsmobile oraz Saab.
Model Chevroleta wyróżniał się na tle pozostałych koncernowych modeli unikalnym wyglądem pasa przedniego, gdzie podobnie do innych ówczesnych modeli marki przód zdominowała duża poprzeczka biegnąca od reflektorów przez atrapę chłodnicy, którą w centralnym punkcie zdobiło duże logo producenta. Inaczej poprowadzono też linię okien.
TrailBlazer zajął pierwsze miejsce w 2002 roku w konkursie North American Truck of the Year.
Podstawową jednostką napędową stosowaną był 203.5 kW (273KM) 4,2-litrowy silnik LL8 R6 o maksymalnym momencie obrotowym 376 Nm. Opcjonalnie dostępny był silnik 5,3-litrowy LH6 V8 o mocy 302 KM i momencie obrotowym 447 Nm. Obie te konstrukcje są całkowicie wykonane z aluminium.

### Lifting
W 2005 roku Chevrolet przeprowadził restylizację rodziny modelowej TrailBlazer, gdzie pojawiły się zmiany w atrapie chłodnicy i reflektorach. Zmodyfikowano kształ† zderzaka, a także skrócono poprzeczkę biegnącą przez pas przedni – tym razem nie obejmowała ona już reflektorów, lecz pokrywała tylko atrapę chłodnicy. Ponadto, producent odnowił też projekt deski rozdzielczej.

### TrailBlazer EXT
W latach 2002–2006 w gamie Chevroleta dostępna była przedłużona wersja TrailBlazera – TrailBlazer EXT. Jej podstawową cechą jest obecność trzeciego rzędu siedzeń, co pozwala na przewiezienie 7 osób, a także dłuższy rozstaw osi i inny wygląd tylnej części nadwozia. Pojawiły się relingi dachowe, wyżej poprowadzona linia dachu, a także brak wcięcia na nadkola w drzwiach drugiego rzędu siedzeń.

### TrailBlazer SS
W ramach modernizacji z 2005 roku, do gamy TrailBlazera dołączyła sportowa wersja SS. Wyposażono go w 6,0-litrowy silnik LS2 V8 o mocy 395 KM i maksymalnym momencie obrotowym wynoszącym 542 Nm, które umożliwiły przyspieszenie od 0 do 100 km/h w 5,8 s. Wersja SS otrzymała swój własny design, na który składają się większe, zmodyfikowane zderzaki, grill w kolorze nadwozia, 20-calowe koła, brak relingów dachowych, oraz czarna tapicerka materiałowo-skórzana we wnętrzu.
Chevrolet oferował dwie wersje wyposażeniowe modelu SS. 1SS, wersja podstawowa, wyposażona była podobnie jak bazowa LS, ale zawiera również mocniejszy silnik LS2 V8, sportowe zawieszenie i duże koła. 3SS zawiera wszystkie wspomniane elementy i dodatkowo wyposażenie bardziej luksusowej LT.

### Sprzedaż
W 2005 roku, sprzedano 244 150 egzemplarzy, dzięki czemu TrailBlazer zajął pierwsze miejsce pod względem sprzedaży w klasie średnich SUV-ów na rynku amerykańskim, detronizując dotychczasowego lidera Forda Explorera. Poza Ameryką Północną samochód był sprzedawany w Ameryce Południowej i Azji oraz na niektórych rynkach europejskich.

### Silniki
- R6 4.2l LL8
- V8 5.3l LM4
- V8 5.3l LH6
- V8 6.0l LS2